# Altsteirer

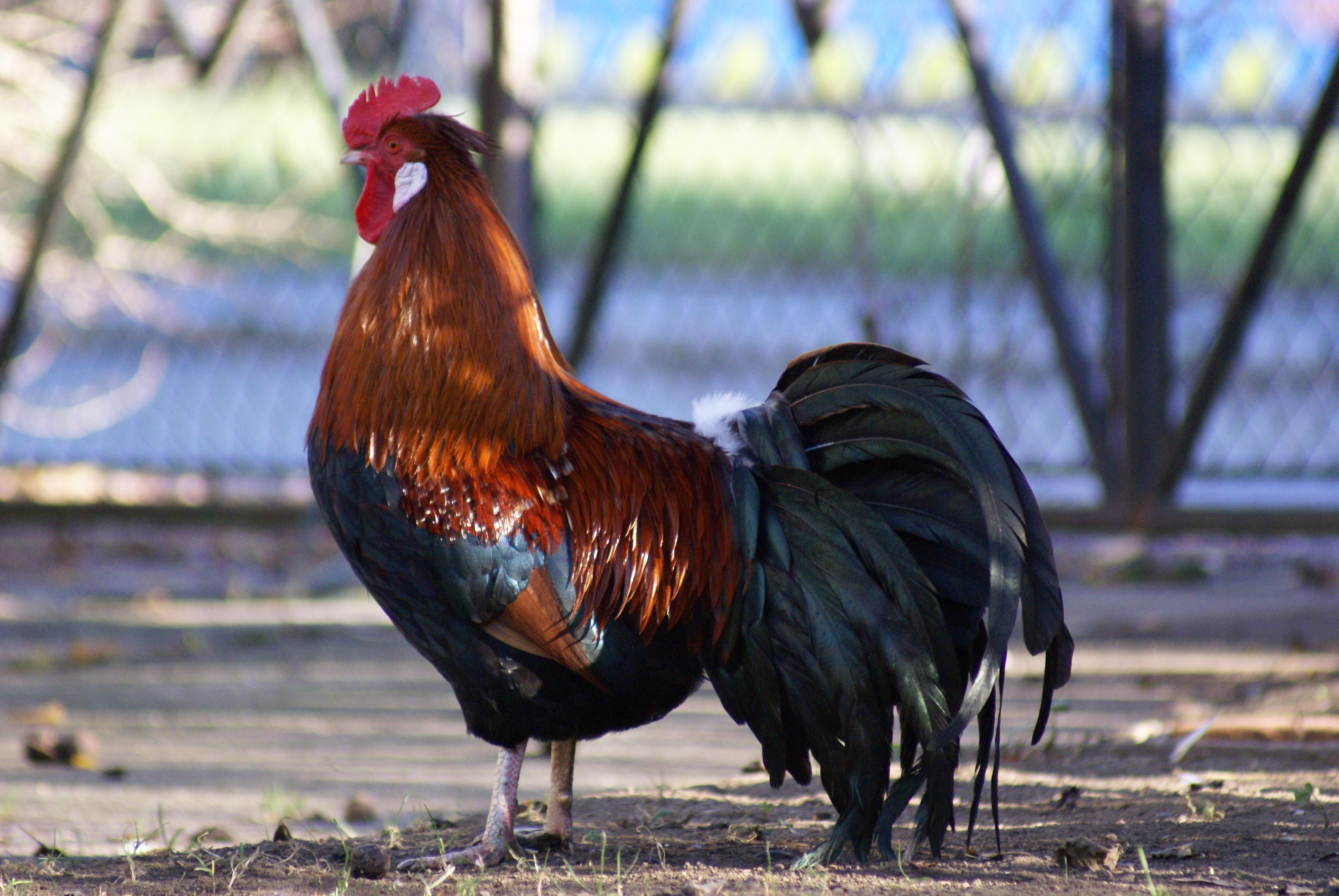
Galo Altsteirer

Altsteirer são uma raça de galinha doméstica de constituição médio-pesada, de peito largo, tamanho mediano e vigorosa; possuem duplo propósito (carne e ovos), e tem uma crista ligeira. São aves de capoeira de fazendas da região de Estíria, na Áustria e foi fixada em torno de 1870.
Esta é uma raça que põem cerca de 180 ovos no primeiro ano e cerca de 150 no segundo ano; os ovos são de cor marfim. Possuem uma versão garnisé. 

## Galeria

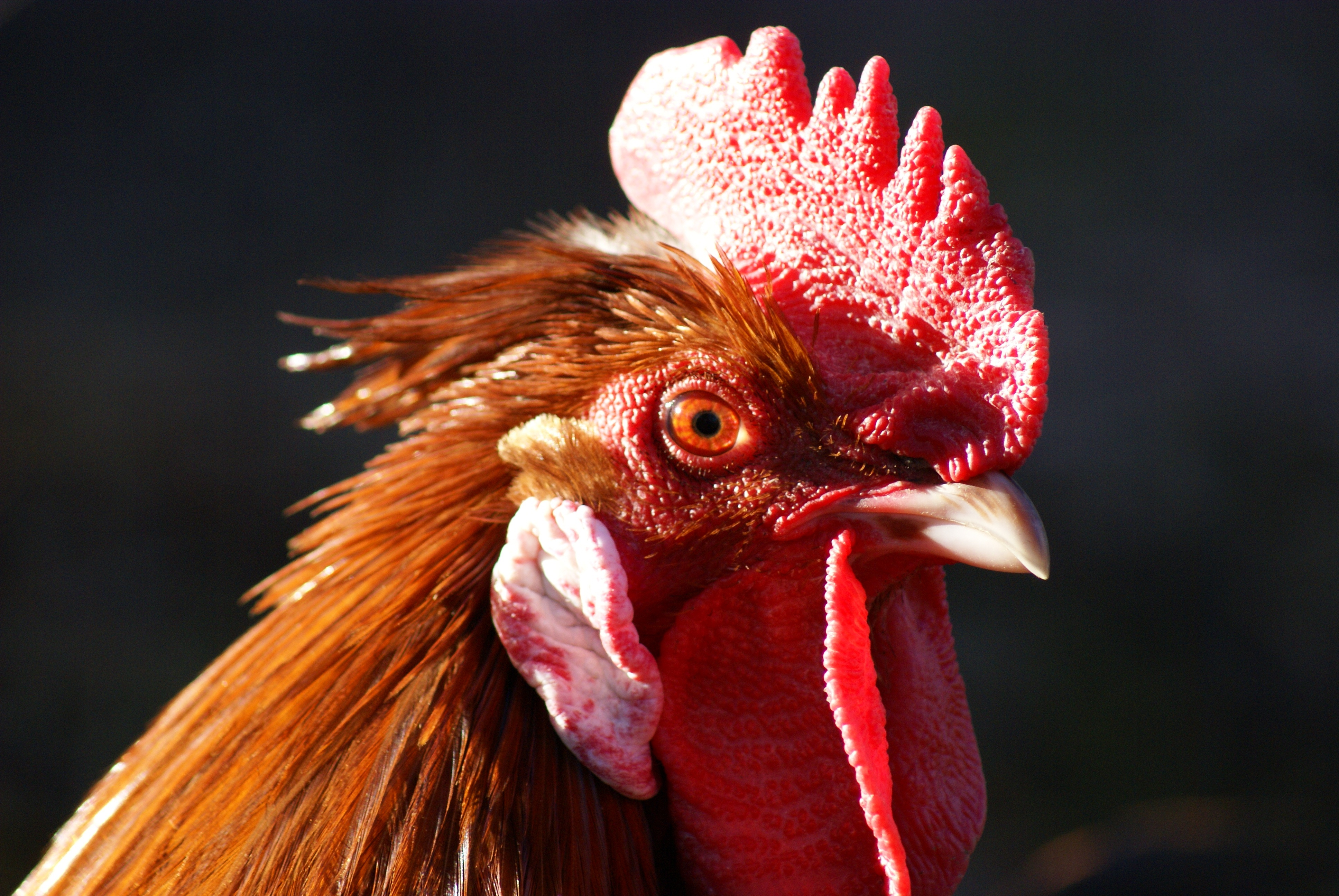
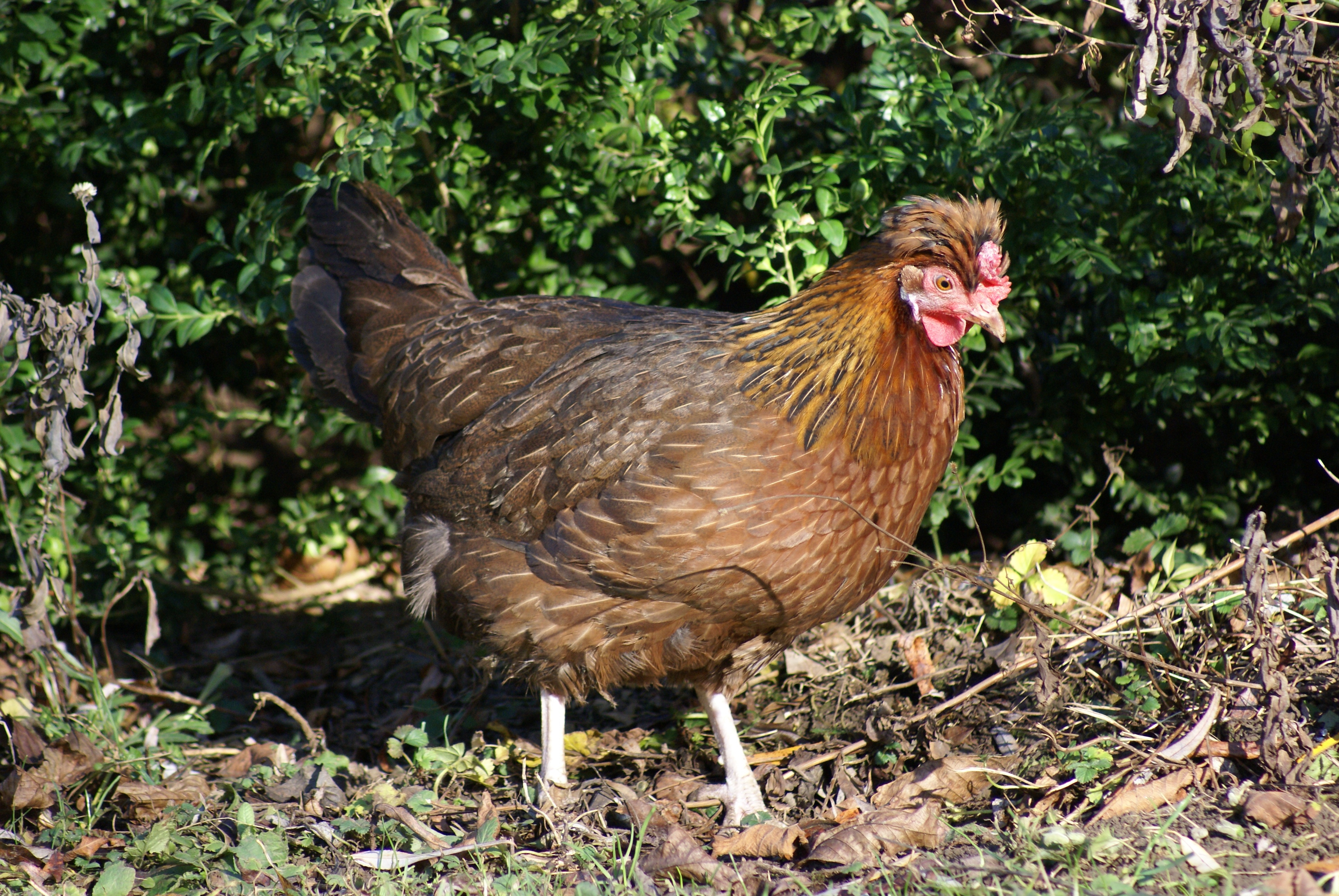
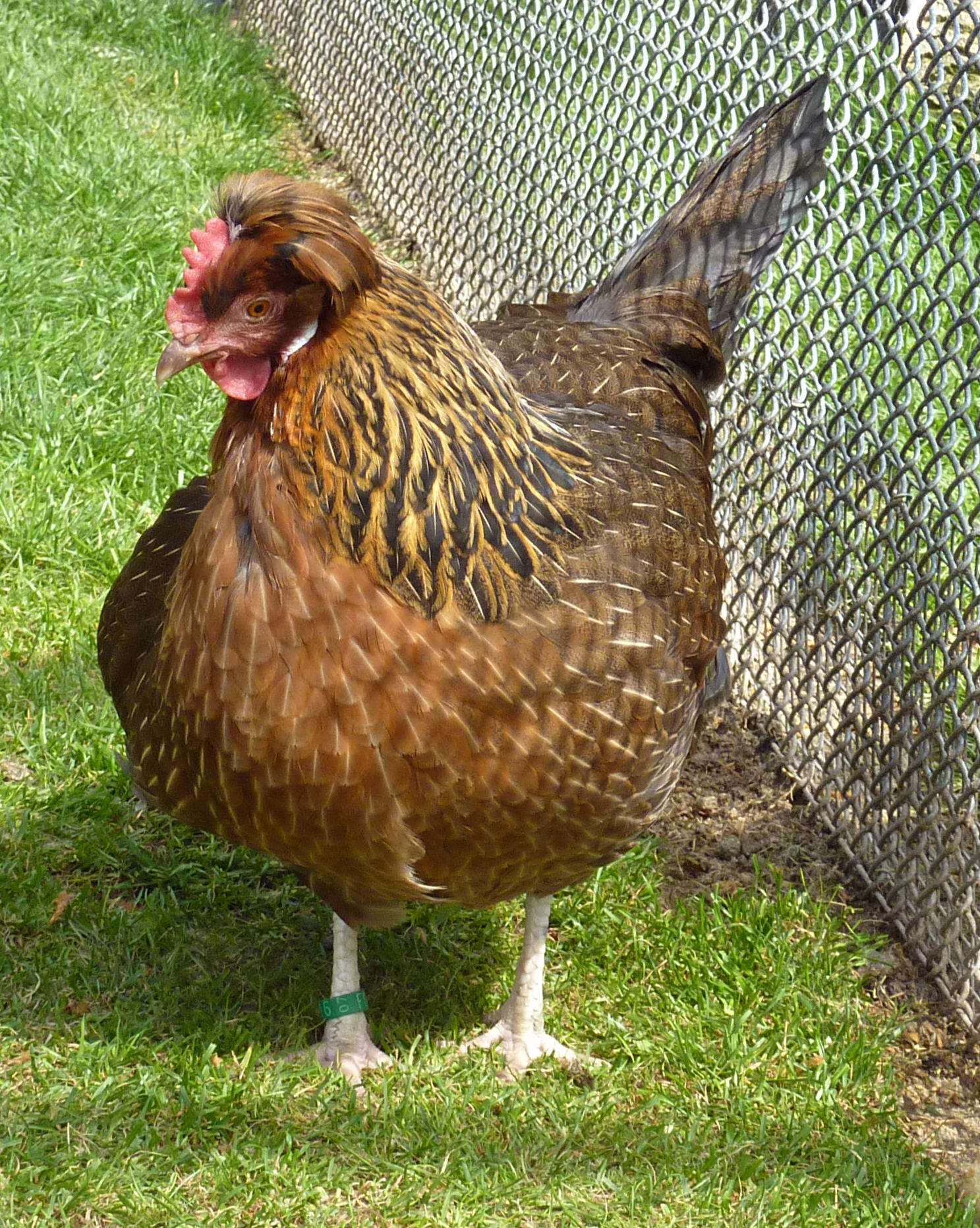

## Ligações Externas
- Altsteirer (em inglês)